# 牛次郎
牛 次郎（ぎゅう じろう、1940年〈昭和15年〉5月19日 - ）は、日本の漫画原作者・僧侶・小説家・作曲家・建築家。東京市浅草区出身。
長女は住職の牛込覚演、息子はアニメーター・イラストレーターの志条ユキマサ。

## 来歴・人物

### 生い立ち
東京市浅草区（現在の東京都台東区）生まれ。本名、牛込 記（うしごめ き）。
日本海軍の特務機関に勤める父と霊媒師の母の間に生まれ、父は「渡辺」の姓を名乗っていたものの自身を含む家族は職務上母の旧姓の牛込を名乗り、東京大空襲を生き延び終戦後は通学のかたわら新聞配達や鉄工所に勤務し生計を立てる。中学卒業後は東京都立上野高等学校に入学するも学費が払えず中退し学徒援護会の紹介で工事作業員、喫茶店員を務める。やがて不良となり暴力団と行動をともにしつつその後熱海に滞在するようになり、売春街のバーテンダー、レストランのコックを経て、ベーシストに転向し、東京に戻りアルゼンチンタンゴバンドのメンバーとして活動する中で株式会社西陣からオファーを受け入社、この頃熱海時代にレストランで常連客として知り合った美容師の女性と結婚。同社の宇宙楽団に参加しバンドマンとして電子楽器を駆使し、葬祭用音楽を作曲、録音。3年後に退社し、妻の営む美容室に併設してレストランを開業し半年間営業した。

### 執筆活動
レストラン売却後、西陣での勤務経験を生かしてパチンコ台の攻略法を記した持ち込み原稿をパチンコ情報のない夕刊フジに売り込み同紙にパチンコに関する連載記事などを執筆。ペンネーム「牛次郎」は牛込の「牛」に売春街での勤務経験をヒントに吉原の男衆を指す「牛太郎」をもとに次男だったことから「太郎」を「次郎」にもじったものとした。フリーライターとして週刊現代やプレイボーイにも関わる一方、パチンコを題材とした小説原稿「釘師」をベースとした「釘師サブやん」（作画：ビッグ錠）で劇画原作者としてデビュー。その後もビッグ錠とのコラボレーションを続け『包丁人味平』『スーパーくいしん坊』で一世を風靡。一方で息子の小児喘息の療養のため再度熱海に自宅を構えつつ赤坂にマンション2室を借りて都内での仕事を続け、「包丁人味平」終了後は一時少年漫画から身を引き青年週刊誌への原作提供を続けつつテレビドラマ『消しゴムお亜季』『セーラー服通り』『流れ板七人』などに原作・原案として参加した。1980年代には神矢みのるの作画による『プラレス3四郎』が人気を呼んだ。この他、横山まさみち『やる気まんまん』や、少女漫画の赤石路代『燃えてMIKO』などの漫画に原作を提供。また「渡辺寿光」名義で歴史小説、「高田竜史」名義で推理小説の執筆も行った。
1981年、小説「リリーちゃんとお幸せに」で第8回野性時代新人文学賞受賞。1985年、東京都建築協会優秀賞受賞。

### 僧侶活動
般若心経を題材とした作品を執筆する際に書店で手に取った仏教用語辞典で本名の「記」の意味を知ったことをきっかけに仏教書を読み漁り、1986年に臨済宗妙心寺派医王寺で出家得度し、牛込覚心（うしごめ かくしん）となる。1989年、自らの設計により、静岡県伊東市に願行寺（がんぎょうじ）を建立。その後70歳の時に脳梗塞となり、リハビリの後東京のマンションを引き払う。
2018年現在、願行寺の管長兼住職。『ゆれ動心に渇』『生と死の般若心経』『生と死の観音経』など、仏教に関する著書も多い。

## 著書
- 『パチンコ入門』西東社（レジャーシリーズ）1970年
- 『パチンコで儲けろ』広済堂出版 1971年
- 『パチンコ実戦教室 なぜ出ない・なぜ勝てぬ?この手で攻めろ』西東社 1971年
- 『釘師放浪記』桃園書房 1973年
- 『パチンコ必勝法』広済堂出版 1974年
- 『ザ・新鮮組が行く』秋元文庫 1975年
- 『この手で儲けろパチンコ秘訣集 勝負は打つ前から始まっている ナツメ社 1975年
- 『ぎんざより愛をこめて』秋元文庫 1976年
- 『パチンコ狂に捧げる本 釘師泣かせの打ち止め大作戦』徳間ブックス 1976年
- 『パチンコ大戦略』大陸書房（ムーブックス）1977
- 『実践!劇画原作 わが愛するヒーローたちの誕生まで』広済堂出版 1979年11月
- 『男の料理教室 独身貴族のクッキング入門』日本文芸社（舵輪ホームス）1980
- 『小説包丁人味平 青雲編』秋元文庫 1980年5月 のち光文社文庫
- 『いつも波の上』秋元文庫 1980年8月
- 『電動パチンコ必勝法』広済堂ブックス 1980年11月
- 『リリーちゃんとお幸せに 外道名人伝』角川書店 1982年2月
- 『石の殺意』祥伝社（ノン・ノベル）1984
- 『三千万円の撒餌』祥伝社（ノン・ノベル）1984
- 『親分探偵ポパイ』角川ノベルズ 1985年2月
- 『苛虐教室 父と息子の愛と勇気の記録』光文社（カッパ・ホームス）1985 「いじめへの挑戦」祥伝社（ノン・ブック）
- 『秘めごと稼業』実業之日本社 1985年8月
- 『セーラー服通り』〈日音books〉、日音、1986年3月5日。
- 『牛次郎の劇画原作入門』（日音books）1986
- 『鎮魂曲は地獄で聴け』若山富三郎原案 広済堂 1986年10月 「鬼畜狩り」祥伝社（ノン・ポシェット）
- 『遠い標的』双葉ノベルス 1986年12月 改題「処刑の標的」1989年8月
- 『女捌き 包丁まんだら』実業之日本社 1988年8月
  - 『女造り 包丁まんだら』実業之日本社 1988年10月
  - 『熟れさせる 包丁まんだら』1989年6月
  - 『饗宴の日々 包丁まんだら巻4』1989年10月
- 『ゆれ動く心に喝! 一人ぽっちにならないために』ぱるす出版 1988年11月
- 『幻妖忍び伝説』ベストセラーノベルス 1989年1月 「密法風雲録」祥伝社（ノン・ポシェット）
- 『プロレス探偵リキ』祥伝社（ノン・ポシェット）1989
- 『組長の女』祥伝社(Non novel)1989
- 『小説包丁人味平 完結編』光文社文庫 1990年7月
- 『締める』実業之日本社 1990年11月 「情人狩り」ケイブンシャ文庫
- 『小説釘師サブやん』光文社文庫 1991
- 『ぶっ太い奴』祥伝社(Non novel)1991
- 『新・組長の女』祥伝社 (Non novel)1992
- 『凄い奴』祥伝社(Non novel)1992 「ナイトゲーム」（ノン・ポシェット）
- 『風俗狩り』実業之日本社 1992年12月 のちケイブンシャ文庫
- 『艶・組長の女』祥伝社(Non novel)1993
- 『金権怪物』光文社文庫 1993年8月
- 『どえらい奴』祥伝社(Non novel)1994
- 『狂悦の仕掛人』実業之日本社 1994年12月 のちケイブンシャ文庫
- 『極道三国志 焼け跡立志編』祥伝社 (Non novel)1995
- 『ホテルの女』トクマ・ノベルズ 1995年4月
- 『面影坂ホテル殺人事件』光文社（カッパ・ノベルス）1995
- 『できる奴』祥伝社(Non novel)1995
- 『魔性姐』祥伝社（ノン・ポシェット）1995
- 『でっかい奴』祥伝社 (Non novel)1995
- 『19で覚えちゃった』実業之日本社 1995年12月
- 『ご立派な奴』祥伝社(Non novel)1996
- 『もっと凄く、もっと激しく』実業之日本社 1996年10月
- 『魔性坊』祥伝社（ノン・ポシェット）1997
- 『淫獣坊無堂』実業之日本社(Joy novels)1997
- 『悦楽の魔指 美人母娘が溺れた愉悦の罠』楽人社 （エキサイト文庫）2000

牛込覚心名義
- 『自然体の般若心経』 ベストブック 1992年2月
- 『心をこめた先祖供養』 ベストブック 1992年2月
- 『蓮華院流霊魂の書 死を友として生きる知恵』 祥伝社（ノン・ブック）1993
- 『生と死の般若心経』 スコラ 1994年6月
- 『臨終 「生」を、全うするために』 光文社（カッパ・ブックス）1994
- 『自然体（あるがまま）に生きようよ』 産能大学出版部 1996年4月
- 『生と死の観音経』 東明社 1996年9月
- 『人生を愉しむ「生と死」の話 霊性なき世代に贈る仏教の心』 ベストセラーズ 1998年1月
- 『生と死の『白隠禅師坐禅和讃』』 大蔵出版 1998年9月
- 『葬式の探求』 国書刊行会 1998年10月
- 『出家のすすめ 禅僧として生きるには』 PHP研究所 1998年 改題「仏教がみるみるわかる本」2009年9月
- 『墓埋法・墓地改葬の探究』 国書刊行会 1999年12月
- 『現代お墓革命 先祖供養を守り抜くために』 大蔵出版 2000年1月
- 『生と死の『修証義』』 大蔵出版 2001年7月
- 『坊さんひっぱりだこ』 国書刊行会 2001年10月
- 『霊性の探求』 国書刊行会 2001年12月
- 『一休さん一〇〇話 話の泉』 国書刊行会 2003年1月
- 『沢庵和尚心にしみる88話』 国書刊行会 2003年3月
- 『一休さんの般若心経提唱』 国書刊行会 2003年8月
- 『「お寺さん」出番ですよ』 国書刊行会 2003年9月
- 『新たなる葬式の波 家族葬』 国書刊行会 2007年6月
- 『人が死なない理由』 国書刊行会 2007年9月

渡辺寿光名義
- 『我、天下を望まず-毛利元就軍記』祥伝社 1999年5月
- 『参謀-黒田官兵衛という生き方』小学館（小学館文庫）2002年3月

高田竜史名義
- 『狼たちの仁義』祥伝社 1999年4月
- 『逃走夫人』祥伝社 2000年2月

## 漫画原作
- 釘師サブやん　1－8巻 ビッグ錠 講談社 1971年 （マガジンKC）
- 快傑ライオン丸 川手浩次 サンケイ新聞 1972年
- いただきヤスベエ 1-3 水島新司 朝日ソノラマ 1974年（サン・コミックス）
- 輪球王トラ　1－3巻 水島新司 少年画報社 1974年 （ヒットコミックス）
- カワリ大いに笑う 1-2 桑田次郎 朝日ソノラマ 1974年（サン・コミックス）
- げんこつボーイ 結城剛 1974年（ジャンプスーパーコミックス）
- 包丁人味平 1-16 ビッグ錠 集英社 1974年 - 1977年（ジャンプ・コミックス）
- 炎の巨人 1-7 竜崎遼児 集英社 1974年 - 1975年（ジャンプ・コミックス）※「三枝四郎」名義
- 風魔孤太郎 石川賢とダイナミックプロ 朝日ソノラマ 1975年（サン・コミックス）
- 摩訶男 モンキーパンチ 実業之日本社 1975年 (漫画ゴラクコミックス）
- サテライトの虹 加藤唯史 集英社 1976年（ジャンプスーパーコミックス）※「秋吉薫」名義
- パチンカー人別帳 左近士諒 八曜社 1976年（ペリカンブックス）
- ダンプ野郎 たがわ靖之 コミック社 1977年（コミック1000）
- やる気まんまん 横山まさみち 講談社 1977年（爆笑劇画シリーズ）
- ガラスの門 長谷川法世 コミック社 1977年（コミック1000）
- 建師ケン作 1-2 赤塚不二夫 双葉社 1978年（パワァコミックス）
- 東京レスキュー 第1-4巻 筒井昌章 秋田書店 1979年（少年チャンピオン・コミックス）
- おとこ旅 高橋わたる 廣済堂 1979年（コミックパック）
- ごろんぼ松 久寿けいすけ 小学館 1979年（週刊少年サンデー連載　未単行本化）
- 女豹刑事遼子 ふくしま政美 実業之日本社1979年（読切傑作エロス/週刊漫画サンデー増刊8月20号読み切り作品　未単行本化）
- サクセス・ボーイ 1-3 もろが卓 双葉社 1980年（パワァコミックス）
- ガッツべんけい 3巻 上山とちひこ 秋田書店 1980年（少年チャンピオン・コミックス）
- 特捜検事Q1 1-3 居村真二 双葉社 1980年（パワァコミックス）
- 風雲の館 川本コオ 実業之日本社 1980年（マンサンコミックス）
- パチっ子慕情 永松潔 日本文芸社 1982年（ゴラクコミックス）
- こちゃんと礼 緒方智巳 小学館 1982年 (週刊少年サンデー連載　未単行本化)
- 燃えてMiko 1-4 赤石路代 小学館 1982年 - 1983年（フラワーコミックス）
- プラレス3四郎 13巻 神矢みのる 秋田書店 1983年 - 1985年（少年チャンピオン・コミックス）
- スーパーくいしん坊 ビッグ錠 講談社 1983年（マガジンKC）
- 野望球団 影丸譲也 実業之日本社 1983年（マンサンコミックス）
- P.M.5のパステル 1-2 土山しげる 秋田書店 1984年（秋田漫画文庫）
- 流れ板竜二 笠太郎 実業之日本社 1984年（マンサンコミックス）
- 鯨魂 川本コオ 講談社 1985年（KCスペシャル）
- 旅の旗 川本コオ 講談社 1985年（スコラ）
- 創業社長 川本コオ 講談社 1985年（スコラ）
- おかしなブン 南ヒロユキ 秋田書店 1986年（週刊少年チャンピオン連載　未単行本化）
- 芝の貴婦人 平野仁 講談社 1989年（KCDX）
- 掟の紋章  実業之日本社 1991年（マンサンコミックス）
- FM戦士SUMoキッズ 神矢みのる 1993年（ガンガンコミックス）
- 空と海 大師転生 1-5巻 原作：牛込覚心　作画：志条ユキマサ 大蔵出版　1998年
- プラレスラーVAN 1-4 神矢みのる 秋田書店 2003年（少年チャンピオン・コミックス）

## 実写化作品
- 武闘派仁義（原作：『掟の紋章』）主演：渡辺裕之

## 楽曲提供
- 片桐圭一
  - 「夢操作 P.M.P.1」（作詞、1983年）※アニメ「プラレス3四郎」OPテーマ
  - 「クラフト・ラブ」（作詞、1983年）※アニメ「プラレス3四郎」EDテーマ

- 北川剛
  - 「口笛っぽく…ネ」（作詞、1983年）
  - 「涙の奥でさわやかに」（作詞、1983年）

- 西崎みどり
  - 「小雨のルンバ」（作詞、1982年）
  - 「はじめてのサヨナラ」（作詞、1982年）

## 脚本提供
- 快傑ライオン丸 第8話「分身魔王デボノバと怪人イワゲバ」

（1972年5月20日、フジテレビ / ピー・プロダクション）